# Batillipes pennaki
Espèce
Batillipes pennaki est une espèce de tardigrades de la famille des Batillipedidae. 

## Distribution
Cette espèce se rencontre dans l'océan Atlantique au Brésil, aux États-Unis, en Espagne, en France, au Royaume-Uni, en Allemagne, dans la mer Méditerranée en Espagne, en Italie, en Albanie, en Tunisie et en Algérie, dans l'océan Indien en Thaïlande, en Inde, aux Maldives, aux Seychelles et en Arabie saoudite et dans l'océan Pacifique en Corée du Sud et aux Philippines.

## Publication originale
- Marcus, 1946 : Batillipes pennaki, a new marine tardigrade from the North and South American Atlantic coasts. Comunicaciones Zoologicas del Museo de Historia Natural de Montevideo, vol. 2, p. 1–3.